# Howard McKeon
Howard Philip McKeon (Los Angeles, 9 settembre 1938) è un politico statunitense, membro della Camera dei Rappresentanti per lo Stato della California dal 1993 al 2015.

## Biografia
Nato in una famiglia mormone, McKeon lavorò come presidente di una piccola banca della California prima di entrare in politica.
Dopo l'adesione al Partito Repubblicano, McKeon venne eletto nel consiglio comunale di Santa Clarita, dove servì un solo mandato.
Nel 1992 McKeon fu eletto deputato alla Camera dei Rappresentanti e venne poi riconfermato con alte percentuali di voto negli anni successivi, fin quando nel 2014 annunciò il suo ritiro al termine del mandato e lasciò il Congresso dopo ventidue anni di servizio.
McKeon, che è considerato un repubblicano molto conservatore, è sposato con Patricia Kunz e ha sei figli.